# Union City (New Jersey)
Union City – miasto w Stanach Zjednoczonych, w stanie New Jersey, w hrabstwie Hudson. Według spisu ludności z roku 2010, w Union City mieszka 66 455 mieszkańców.